# مزار پشت پنجه پسر
مزار پشت پنجه پسر یا مزار فرزندان ملامحمد مغرب زمین مربوط به سده ۱۲-۱۳ قمری است و در شهرستان کوهسرخ، ۱۵ کیلومتری شمال‌شرقی روستای اوندر (روستای متروکهٔ پشت پنجه) واقع شده و این اثر در تاریخ ۲۲ مرداد ۱۳۸۴ با شمارهٔ ثبت ۱۳۱۸۱ به‌عنوان یکی از آثار ملی ایران به ثبت رسیده است.

## نگارخانه

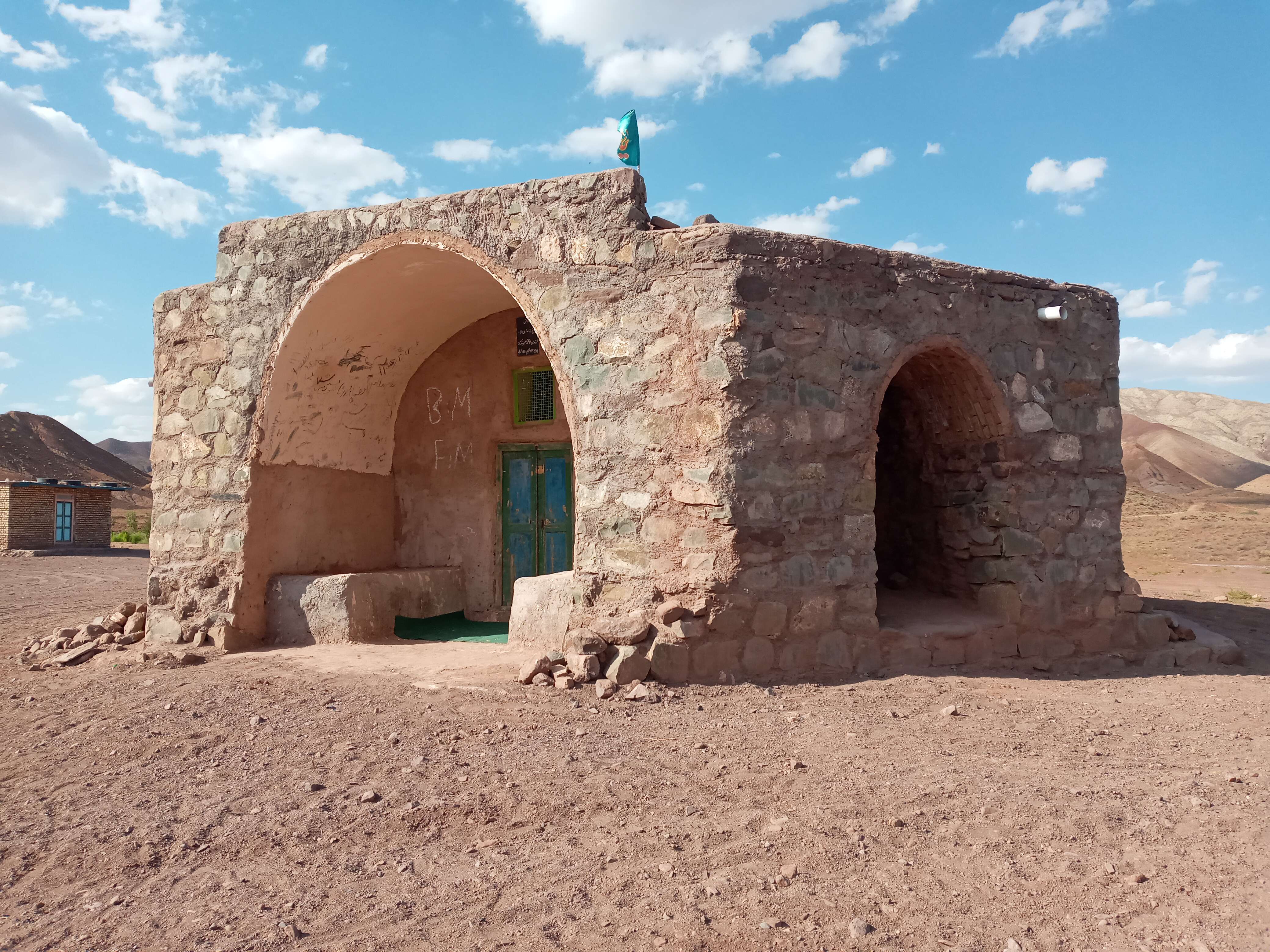
نمایی از آرامگاه
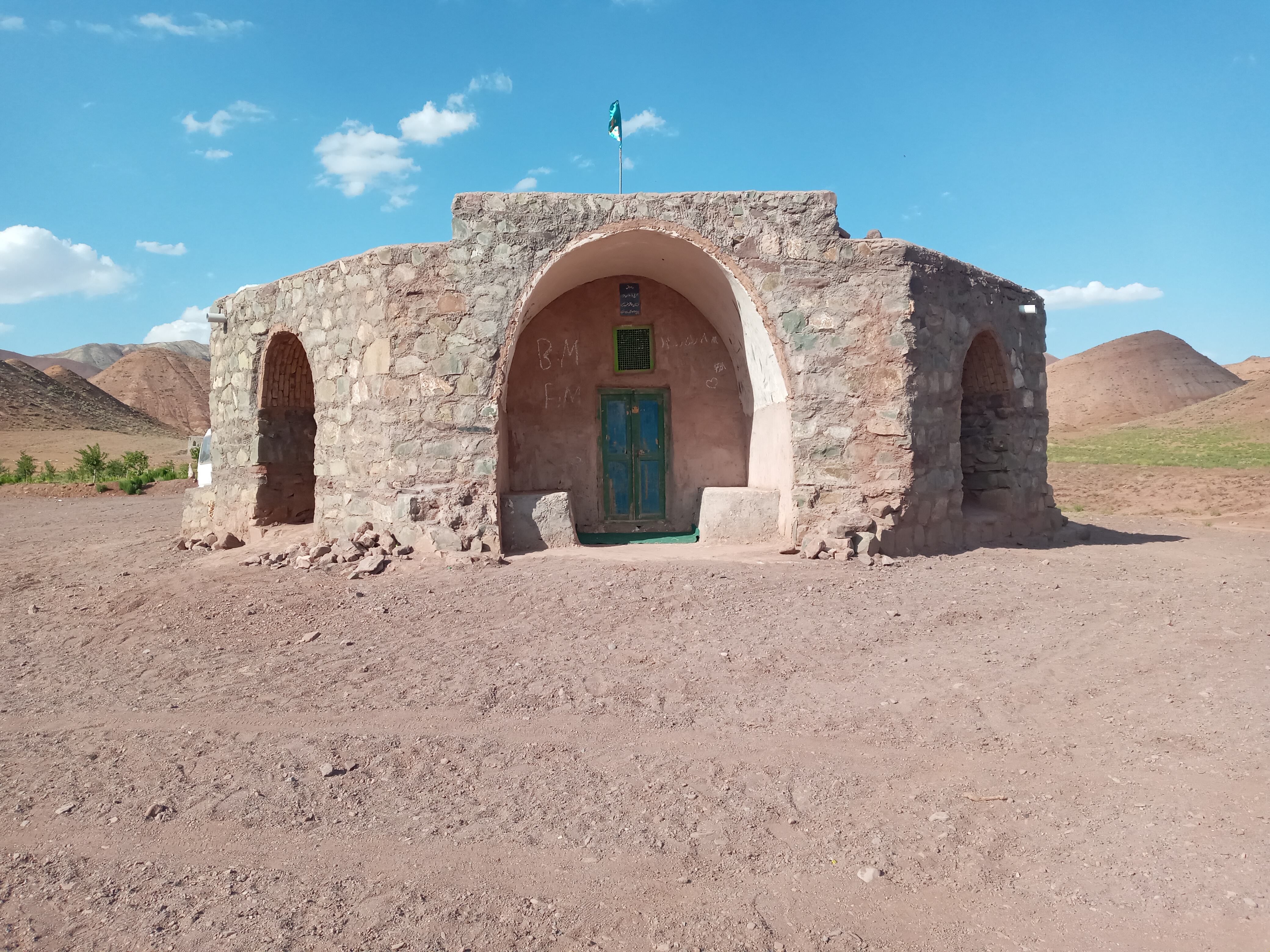
نمایی از آرامگاه
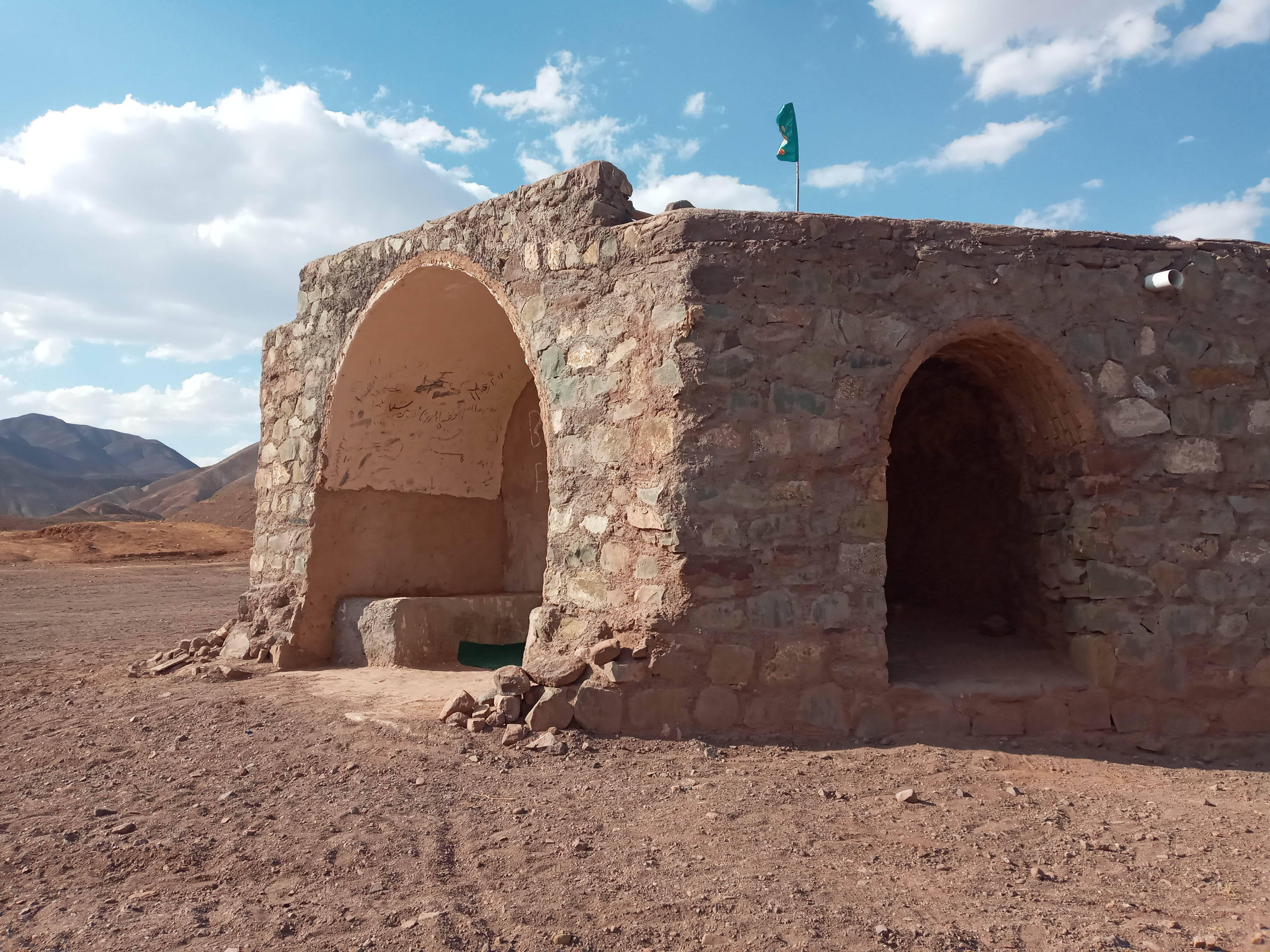
نمایی از آرامگاه
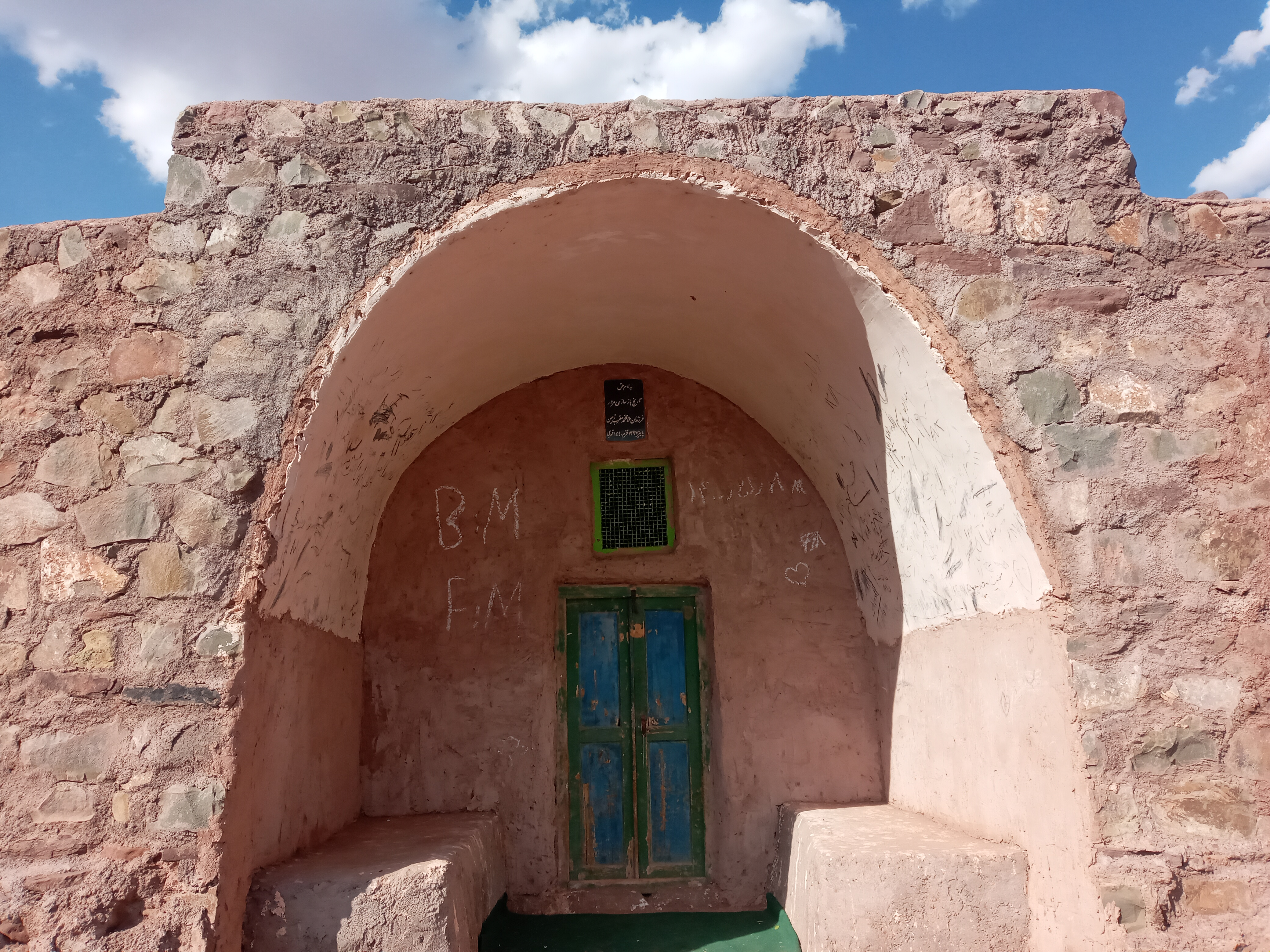
نمایی از آرامگاه
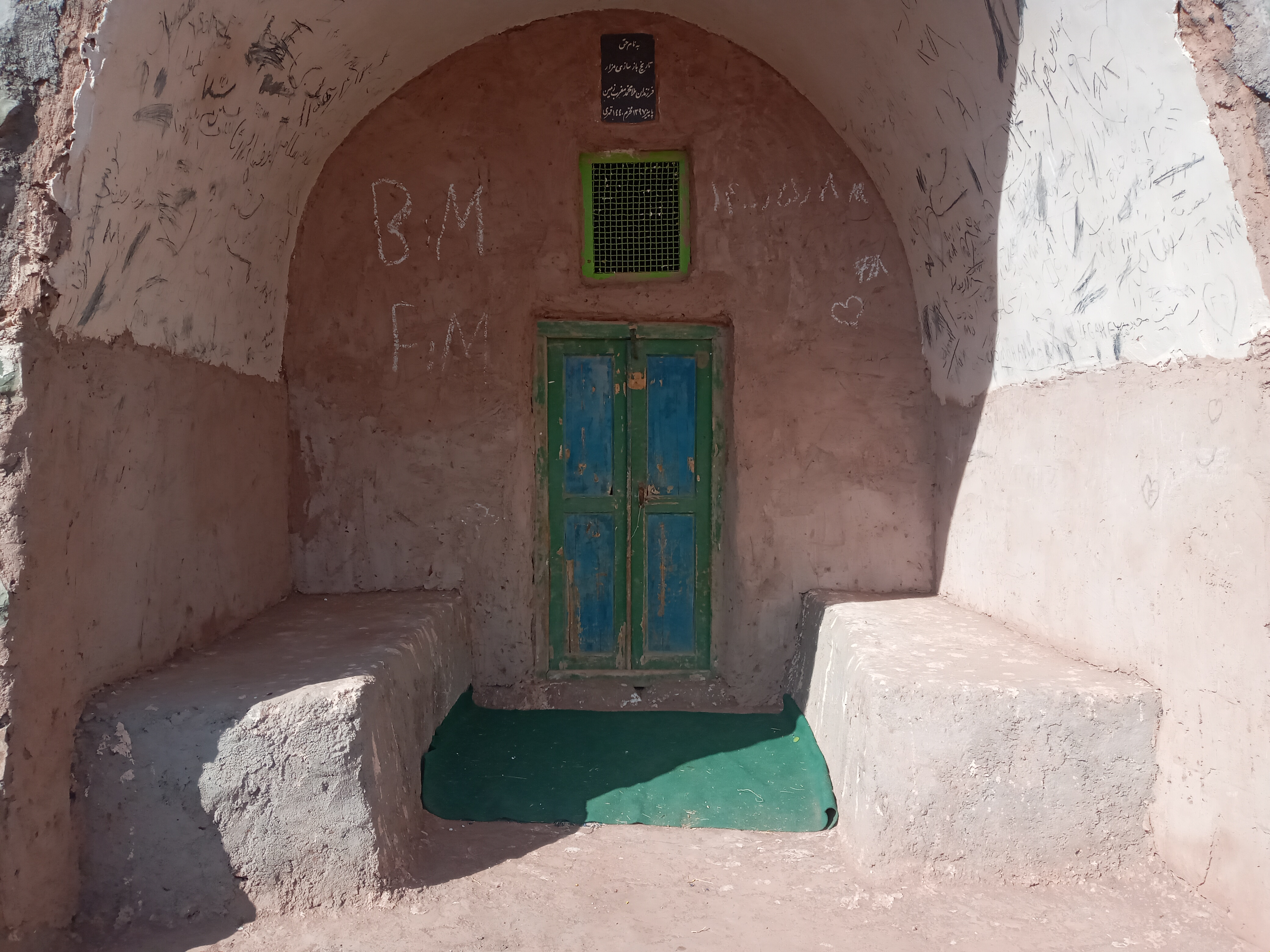
نمایی از آرامگاه
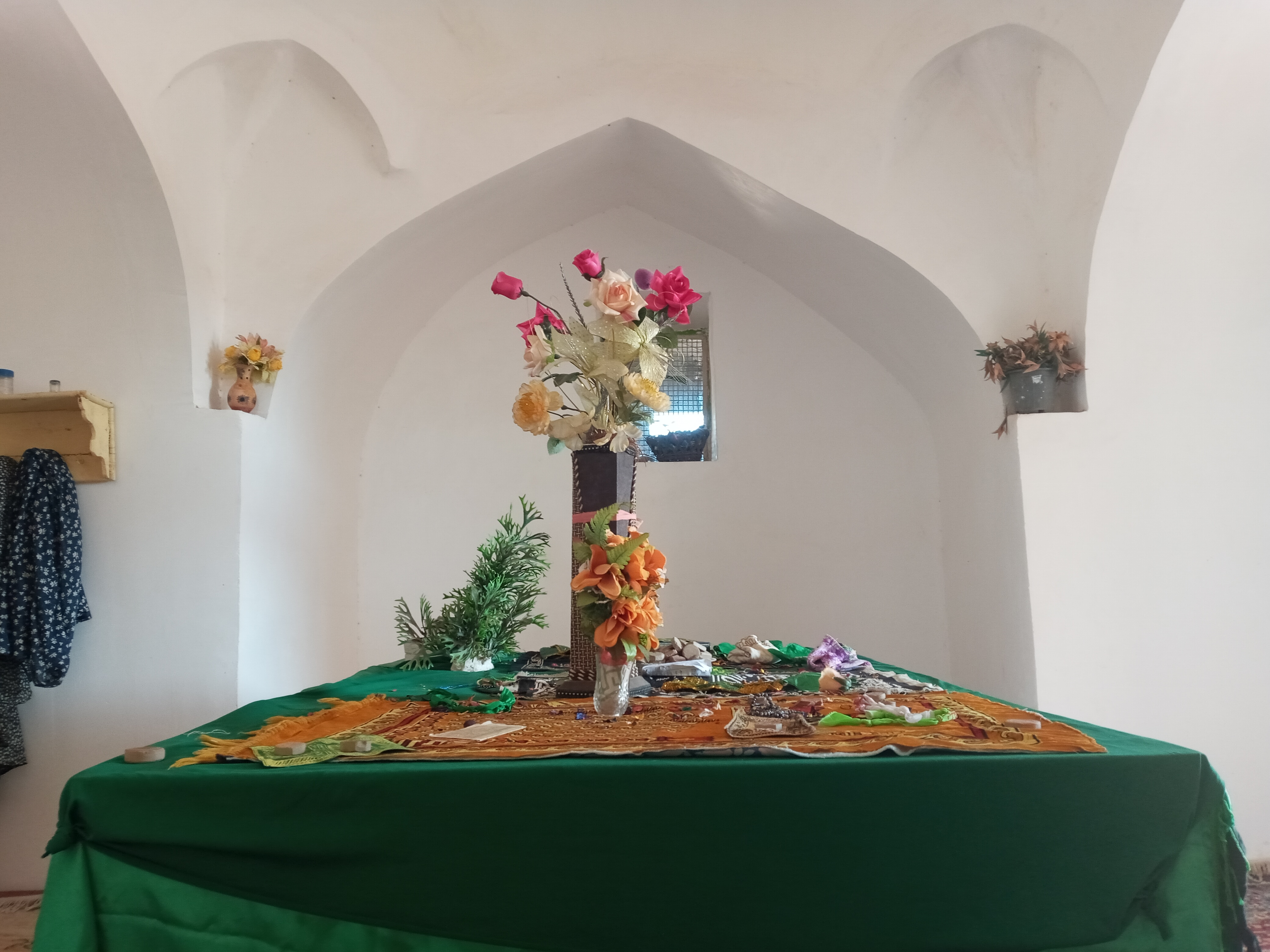
نمایی از داخل آرامگاه
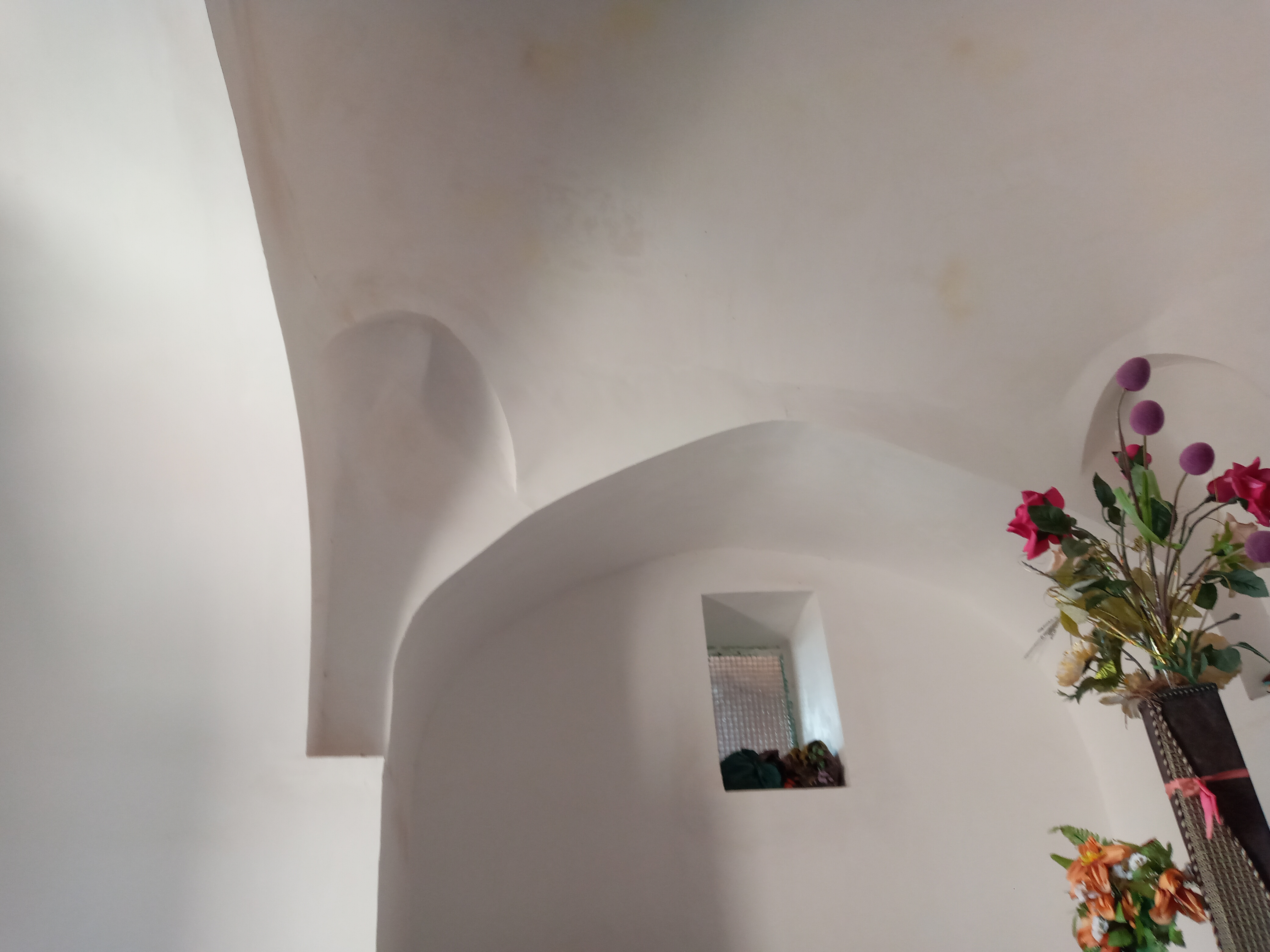
نمایی از داخل آرامگاه
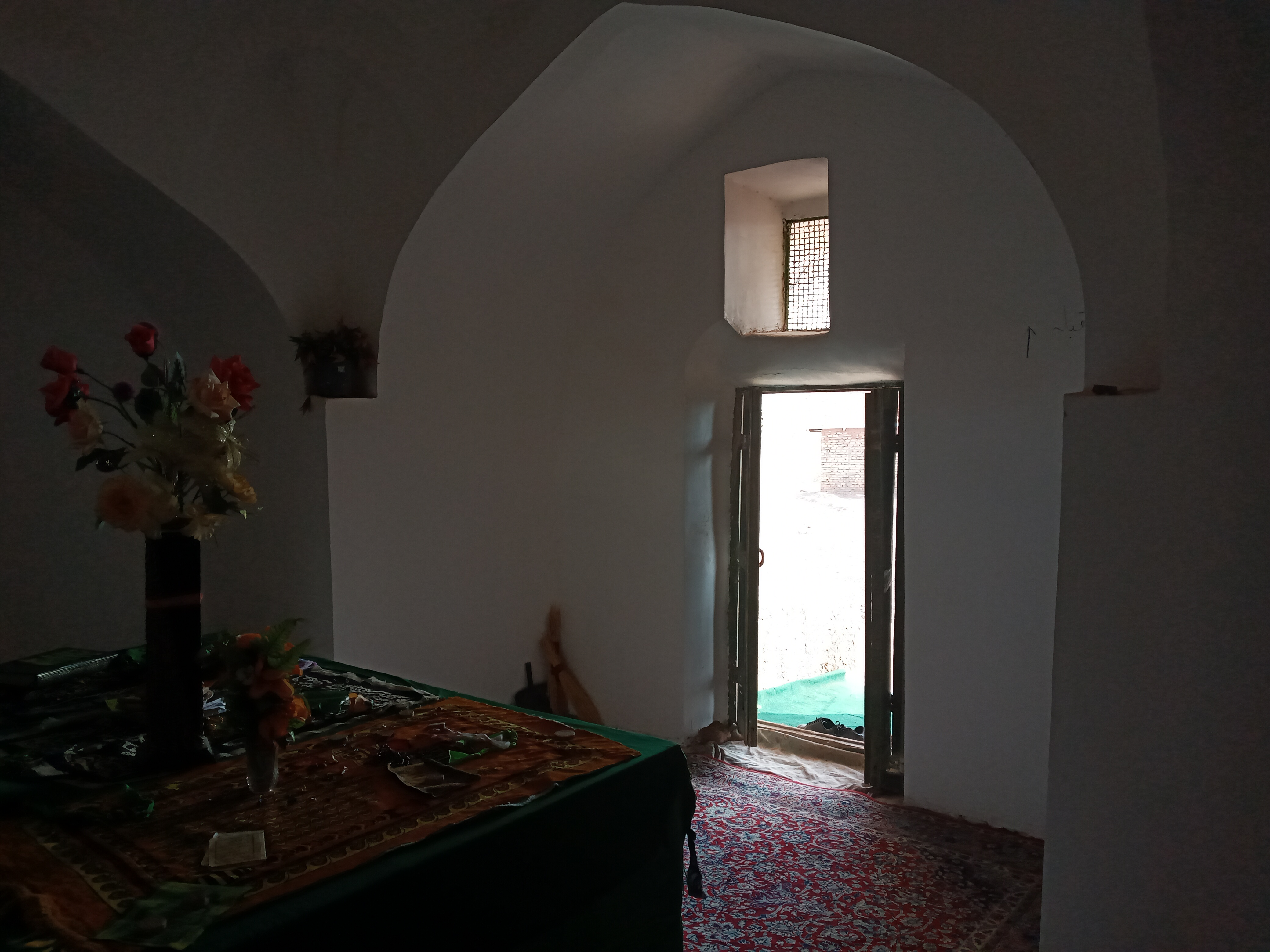
نمایی از داخل آرامگاه